# Hungary Airlines
A Hungary Airlines Kft. egy magyar áruszállító légitársaság, amelynek székhelye a Budapesti Liszt Ferenc nemzetközi repülőtéren lévő Cargo Cityben található. A légitársaság 2021-ben alakult, majd 2024 áprilisában vette fel a jelenlegi nevét.

## Története
A légitársaságot 2021. május 4-én alapították meg Universal Translink Airline Hungary Kft. néven, majd 2024. március 31-én átnevezték Hungary Cargo Airlinesre Kft-re. A végső nevét a légitársaság 2024. április 24-én kapta meg. A légitársaság első repülőgépe az állami tulajdonú Airbus A330F áruszállító repülőgép lett, aminek a Hungary Airlines vette át az üzemeltetését 2024. november végén a szintén magyar tulajdonú Wizz Airtől. Szintén november végén a Hungary Airlines elnöke, Duan Bo 100 darab Boeing 737 MAX utasszállító repülőgépek beszerzéséről írt alá szándéknyilatkozatot az amerikai gyártóval. Az első tesztrepülések 2024. december 23-án kezdődtek meg, majd január 4-én és 5-én több, Budapest és Kecskemét közötti gyakorlórepülés követte saját „HUA” kóddal és „BUDAPEST” hívójellel, amit később „HUNGARY”-re cseréltek. Az első menetrendszerinti cargo légi HA101-es járata 2025. február 5-én szállt fel Budapestről Hongkong felé, ahonnan HA102-es járatszámmal tért vissza 2025. február 6-án.

## Tulajdonosok
A Hungary Airlines Kft. többségi tulajdonosa 51 százalékos részesedéssel a hazánkban élő, vélhetően magyar állampolgársággal is rendelkező Wu Jiang kínai üzletember. Mellette két kisebbségi tulajdonos szerepel a cégjegyzék adatai szerint: a pekingi székhelyű UTL (Beijing) Digital Logistics Co. Ltd., valamint 2024. november 28-tól a magyar állami tulajdonú Air Hungary Szolgáltató Zrt., amelyek 24,5 és 24,5 százalékkal rendelkeznek a légitársaságban.

## Arculata
A Hungary Airlines logója a repülőgép vezérsíkjainak íveit követve Magyarország egyik nemzeti madarát, a túzokot ábrázolja. Egy másik perspektívából a nemzeti színekben pompázó madárfej egy szélben lobogó magyar zászló körvonalait adja ki.

## Flotta
| Típus                | Szolgálatban | Rendelés | Opciók | Utasok | Utasok | Utasok | Utasok | Megjegyzés                                      |
| Típus                | Szolgálatban | Rendelés | Opciók | F      | J      | Y      | Összes | Megjegyzés                                      |
| -------------------- | ------------ | -------- | ------ | ------ | ------ | ------ | ------ | ----------------------------------------------- |
| Airbus A330-200/300F | 1            | —        | —      | 0      | 0      | 0      | 0      | Állami tulajdonú.                               |
| Boeing 747F          | 2            | –        | –      | 0      | 0      | 0      | 0      | Air Atlanta Icelandic üzemeltetésében repülnek. |
| Boeing 777-300ERSF   | –            | 2        | –      | 0      | 0      | 0      | 0      |                                                 |
| Boeing 777ERSF       | –            | 5        | –      | 0      | 0      | 0      | 0      |                                                 |
| Boeing 737 MAX       | –            | 100      | –      | –      | –      | –      | –      |                                                 |
| Összesen             | 3            | 107      | 0      |        |        |        |        |                                                 |